# Barbara Wijnveld
Barbara Wijnveld (Arnhem, 22 februari 1972) is een Nederlandse kunstenares, bekend om haar grote schilderijen van zelfbeelden en haar kleurrijke schildertechniek.

## Opleiding
Vanaf 1991 volgt ze aan de ArtEZ kunstacademie te Arnhem de afdeling Vrije Kunst. Daar beoefent en bekwaamt zij zich, naast het schilderen en tekenen, in diverse uiteenlopende media, zoals grafische technieken, beeldhouwen en video. In 1995 studeert ze af met schilderijen, wandtekeningen en videowerken.
In 1996 vertrekt zij naar Groningen om daar 2 jaar aan de nieuwe tweede fase opleiding Schilderkunst van het Frank Mohr Instituut te studeren. Gedurende deze periode maakt ze kunstwerken op locatie en ontwikkelt ze haar schilderstijl. Tijdens deze opleiding verblijft zij in 1997 in New York en volgt ze het Master of Fine Arts Program aan het Hunter College CUNY. Haar afstudeerwerk bestond uit een ruimtelijke vloerinstallatie met tekeningen en schilderijen.
In september 1998 vertrekt ze naar Amsterdam om deel te nemen aan het kunstinstituut: de Ateliers, Amsterdam waar internationaal gerenommeerde kunstenaars waaronder Marlene Dumas, Jan Dibbets, Rob Birza en Steve McQueen haar begeleiden. Hier werd haar schilderstijl steeds specifieker en begon ze installaties te maken met videotape. Haar eindpresentatie bestond uit de eerste serie grote zelfbeelden uit 1999-2000 getiteld: Fascinans o.d.
Tijdens en na haar opleidingen ontvangt zij diverse studie- en reisbeurzen en stipendia van o.a. het Prins Bernhard Cultuurfonds en het Fonds BKVB te Amsterdam.

## Prijzen
In 1996 wordt ze geselecteerd voor de Art Primeur 1996. In 1998 en 2000 ontvangt zij de Buning Brongers Prijs. In 2004 ontvangt zij uit handen van koningin Beatrix de Koninklijke Prijs voor Vrije Schilderkunst.
Diverse nominaties waaronder in 1999 longlist Prix de Rome schilderen en in 2005 longlist Prix de Rome.nl.

## Tentoonstellingen
Vanaf 1999 solo- en groepstentoonstellingen in Nederland en de Verenigde Staten en (solo-) presentaties op kunstbeurzen.
In 2009 heeft zij haar eerste museale solotentoonstelling in het Museum voor Moderne Kunst Arnhem.
Haar werk is in bezit bij diverse bedrijfscollecties en particuliere verzamelingen.
Barbara Wijnveld wordt vertegenwoordigd door Galerie Bart in Amsterdam.